# Кузьминовка (Курганская область)
Кузьминовка — деревня в Куртамышском районе Курганской области России. Входит в состав Косулинского сельсовета.

## География
Деревня находится в южной части области, в пределах юго-западной части Западно-Сибирской равнины, на восточном берегу озера Кузьминовки, в лесостепной зоне, на расстоянии примерно 32 километров (по прямой) к юго-западу от города Куртамыша, административного центра района. Абсолютная высота — 172 метра над уровнем моря.
Климат
Климат характеризуется как континентальный, с холодной продолжительной малоснежной зимой и тёплым сухим летом. Среднегодовая температура — −1 °C. Средняя температура воздуха самого холодного месяца (января) составляет −17,7 °C (абсолютный минимум — −49 °С); самого тёплого месяца (июля) — 19 °C (абсолютный максимум — 41 °С). Безморозный период длится 113 дней. Годовое количество атмосферных осадков — 344 мм, из которых 190—230 мм выпадает в вегетационный период. Продолжительность периода с устойчивым снежным покровом равна 161 дню.

## История
До 1917 года входила в состав Косулинской волости Челябинского уезда Оренбургской губернии. По данным на 1926 год состояла из 154 хозяйств. В административном отношении являлась центром Кузьминовского сельсовета Долговского района Челябинского округа Уральской области.

## Население
| 1989 | 2002 | 2010 |
| ---- | ---- | ---- |
| 167  | ↘135 | ↘49  |

По данным переписи 1926 года в деревне проживало 799 человек (359 мужчин и 440 женщин), в том числе: русские составляли 100 % населения.
Гендерный состав
По данным Всероссийской переписи населения 2010 года в гендерной структуре населения мужчины составляли 55,1 %, женщины — соответственно 44,9 %.
Национальный состав
Согласно результатам Всероссийской переписи населения 2002 года, в национальной структуре населения русские составляли 92 %.